# Macedonia na Letnich Igrzyskach Olimpijskich 2008
Macedonię na Letnich Igrzyskach Olimpijskich 2008 reprezentowało 7 zawodników. Najlepsze miejsce uzyskał zapaśnik Muzad Ramazanow, który w stylu wolnym kategorii do 60 kg zajął 7. miejsce.
Był to 4. start reprezentacji Macedonii na letnich igrzyskach olimpijskich.

## Uczestnicy
| Zawodnik          | Dyscyplina          | Konkurencja                     | Wynik                       |
| ----------------- | ------------------- | ------------------------------- | --------------------------- |
| Atanas Nikołowski | Kajakarstwo górskie | slalom (K-1)                    | 181.19 pkt (19. w kwalif.)  |
| Iwana Rożman      | Lekkoatletyka       | 100 m kobiet                    | 12.92 s (7. w Ir.)          |
| Redżep Sełman     | Lekkoatletyka       | trójskok mężczyzn               | 15.29 m (37. w kwalif.)     |
| Elena Popowska    | Pływanie            | 100 m st. dowolnym kobiet       | 59.93 s (47. w kwalif.)     |
| Mihajło Ristowski | Pływanie            | 200 m st. dowolnym mężczyzn     | 1:57.45 min (55. w kwalif.) |
| Saszo Nestorow    | Strzelectwo         | Karabin pneumatyczny 10 m       | 558 pkt (51. w kwalif.)     |
| Murad Ramazanow   | Zapasy              | Kategoria do 60 kg (styl wolny) | 7. (2r repasaży)            |